# Боливия на летних Олимпийских играх 1988
Боливия принимала участие в Летних Олимпийских играх 1988 года в Сеуле (Корея) в седьмой раз за свою историю, но не завоевала ни одной медали. Сборную страны представляли 7 спортсменов.

## Состав сборной
Сборную страны представляли 7 человек: 6 мужчин и единственная женщина — Катерин Морено Кинтанилья.
Самым старшим участником сборной был 29-летний марафонец Хуан Камачо. Самой юной участницей сборной была 14-летняя пловчиха Катерин Морено Кинтанилья, она же несла флаг сборной на открытии Игр. Для неё это были первые Олимпийские игры, а всего она приняла участие в четырёх Олимпиадах
| Вид спорта       | Мужчины | Женщины | Всего |
| ---------------- | ------- | ------- | ----- |
| Лёгкая атлетика  | 2       | 0       | 2     |
| Велоспорт        | 1       | 0       | 1     |
| Фехтование       | 1       | 0       | 1     |
| Дзюдо            | 1       | —       | 1     |
| Плавание         | 0       | 1       | 1     |
| Тяжёлая атлетика | 1       | —       | 1     |
| Total            | 6       | 1       | 7     |

## Результаты

### Лёгкая атлетика
- Бег 10000 метров (мужчины)

Поликарпио Калисайя показал в отборочном забеге результат 30:35.01 и не вышел в финал.
- Марафон

Мужской марафон состоялся в воскресенье, 2 октября 1988 года. Забег начался в 14:30 по местному времени.
Хуан Камачо: 2:34.41 (→ 69 место)

### Велоспорт
Соревнования по велоспорту проходили 8-24 сентября на Сеульском велодроме (Seoul Olympic Velodrome) и дорогой «Тонъиль», временно построенной для шоссейной гонки.
Байлон Бесерра вошёл в состав сборной, заменив травмированного Педро Ваку. Выступал в трёх трековых дисциплинах.
В квалификации индивидуального спринта занял 24-е место среди 25 участников с результатом 12,216 секунды. В первом раунде занял 3-е место среди 3 участников заезда, уступив Эдди Александру из Великобритании и Хосе Мануэлю Морено из Испании. В утешительном заезде опередил только Колина Абрамса из Гайаны, но уступил Франку Веберу из ФРГ и Нельсону Марио Понсу из Эквадора и выбыл из борьбы.
В гите на 1000 метров занял 29-е место среди 30 участников с результатом 1 минута 13,513 секунды.
В гонке по очкам не смог преодолеть квалификацию и попасть в число 24 участников финала.

### Фехтование
Мужчины. Сабля. Личное первенство
Это был первый раз, когда боливийский спортсмен участвовал в олимпийских соревнованиях в этом виде. Педро Блейер в первом отборочном туре попал в группу «Д» (Pool D) и проиграл все поединки, с результатом 0 побед и 6 поражений он не прошёл во второй отборочный тур.

### Дзюдо
23-летний Рикардо Бельмонте выступал в наилегчайшем весе (до 60 кг)в отборочном туре в «Группе Б» проиграл схватку с Сюй Цайчуанем из Китайской Республики (Тайвань).

### Плавание

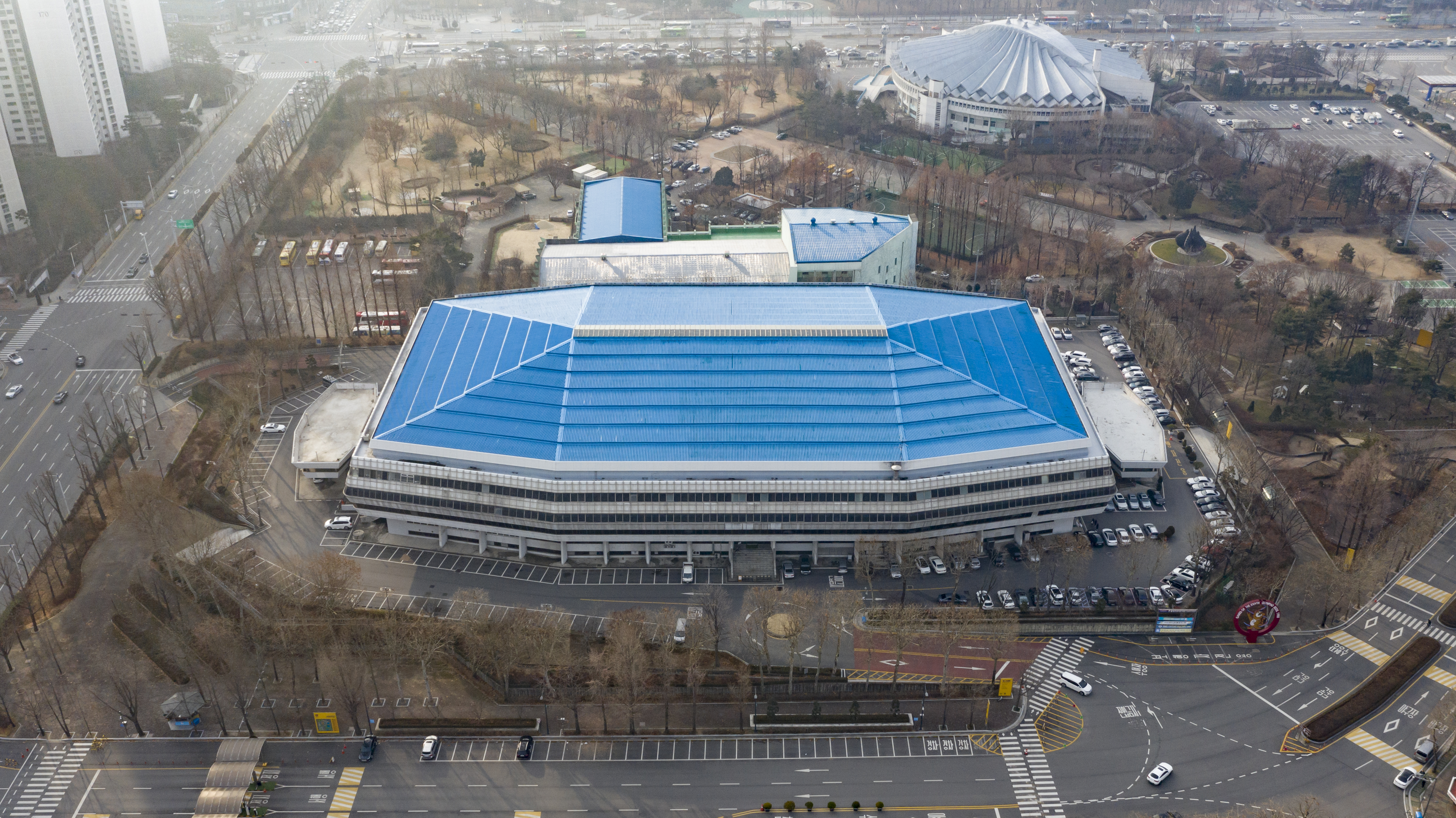
Водный стадион «Чамсиль» в Сеуле

Соревнования проходили в сеульском крытом бассейне «Чамсиль» с 18 по 25 сентября.
женщины
Катерин Морено
- 50 м вольный стиль: в отборочном заплыве результат 29.42 (46 место в группе → не вышла в финал)
- 100 м вольный стиль: в отборочном заплыве результат 1:05.39 (54 место в группе → не вышла в финал)
- 100 м на спине: в отборочном заплыве результат 1:14.42 (38 место в группе → не вышла в финал)
- 100 м брассом: в отборочном заплыве результат 1:22.62 (40 место в группе → не вышла в финал)

### Тяжёлая атлетика
Соревнования проходили с 18 по 28 сентября 1988 года в спортивном комплексе « Олимпийский спортзал тяжелой атлетики» (англ. «Olympic Weightlifting Gymnasium»). В них приняли участие 226 атлетов из 62 стран.
26-летний Эрнан Кортес выступал в категории до 90 кг («полутяжёлый вес»). Он поднял 250 кг и занял 23 место.